# Dalslandsstuga
Dalslandsstuga är den byggnadstyp som starkt förknippas med Dalsland. Med en dalslandsstuga menas en enkelstuga i trä uppförd i två våningar. Enkelstugan är en av de äldsta timrade byggnadstyperna.

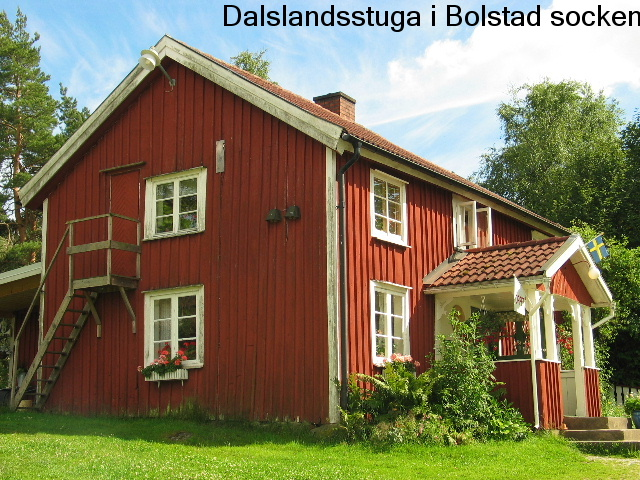

## Historia
Dalslandsstugan började uppföras vid 1800-talets början och förekomsten sammanfaller med landskapets högkonjunktur under tiden 1800-1880. En anledning till att man då började uppföra hus med ytterligare en våning anses vara att allmogen, genom att bygga i två våningar, ville visa sin nyvunna "rikedom" som uppkom genom omfattande nyodlingar och export av havre och timmer till i första hand England. Tidigare hade nästan alla enkelstugor varit envåningsbyggnader.
Varken enkelstugan i sig eller byggnadstypen är genuint dalsländsk utan förekommer på många andra håll, bl.a. i Närke.  Enkelstugan med två våningar blev dock så vanlig i Dalsland under 1800-talets första hälft att den kommit att benämnas "dalslandsstugan". Oavsett om stugan är byggd i norra, södra, östra eller västra delarna av landskapet, i början eller i mitten av 1800-talet, så är dalslandsstugorna i stort sett lika.  

## Frimärke
Posten utgav år 2004 ett frimärke  med en tecknad typisk dalslandsstuga.